# Catedral de la Transfiguració de Cluj-Napoca
La catedral de la Transfiguració (en romanès: Catedrala Schimbarea la Faţă), també coneguda com l'Església de les Minories (en romanès: Biserica Minoriţilor, en hongarès: Kolozsvári minorita templom), va ser donada l'any 1924 per la Santa Seu a l'Església greco-catòlica romanesa per servir com a catedral de l'eparquia de Cluj-Gherla, després del trasllat del centre de l'eparquia de Gherla a Cluj.

## Història
La primera església dels minorites de Cluj va ser l'edifici conegut avui com l'Església Reformada. El 1556, l'orde minorita va ser expulsat de la ciutat. Només el 1724 se'ls va permetre tornar i només es van poder establir fora de les muralles de la ciutat. Cap al 1765, l'ajuntament va donar permís als monjos per establir-se dins les muralles de la ciutat. L'església i el monestir es van construir els anys 1778-79, però la torre es va ensorrar el 24 de setembre de 1779 per errors comesos a les obres del soterrani. La reconstrucció de la torre va ser finançada per l'emperadriu Maria Teresa d'Àustria. El disseny va ser realitzat per l'arquitecte del Palau Bánffy, Johann Eberhard Blaumann. La torre i el terrat de l'església van cremar l'any 1798 i es va construir una coberta de fusta provisional. La nova coberta es va construir només al segle XIX. Els murals del sostre van ser pintats per Ferenc Lohr l'any 1908.
Diverses famílies van oferir beques de missa per donar suport a la construcció de l'església. Molts d'ells van ser enterrats posteriorment a la cripta de l'església fins al 1834, quan es van prohibir els enterraments dins les muralles de la ciutat a causa d'una epidèmia de còlera. A l'església es poden trobar set monuments honorífics d'estil barroc i imperi, la majoria de famílies armènies riques.
El 1924 el papa Pius XI va donar l'església a l'Església greco-catòlica per servir com a catedral de l'eparquia de Cluj-Gherla. Quan l'Església greco-catòlica va ser dissolta el 1948 pel règim comunista, l'església va ser donada a l'Església ortodoxa romanesa.
Després de la decadència del comunisme (1989), l'Església greco-catòlica va demanar la restitució de l'edifici, però se'ls va denegar. Després d'un llarg procés litigiós, el 20 de febrer de 1998, el Tribunal de Ploieşti va decidir a favor de l'Església greco-catòlica. El 20 de març de 1998, els sacerdots ortodoxos van celebrar una processó al centre de Cluj per protestar de nou per la restitució.